# 代数方程
代数方程是未知数和常数进行有限次代数运算所组成的方程。代数方程包括有理方程和无理方程。有理方程又包括整式方程与分式方程。

## 解法
一元一次方程都可化为其标准形式{\displaystyle ax+b=0}（{\displaystyle a\neq 0}）。解一元一次方程通常使用以下五步进行求解：“去分母”、“去括号”、“移项”、“合并同类项”、“系数化为1”。
解一元{\displaystyle n}次方程（{\displaystyle n\geq 2}，{\displaystyle n}为正整数）往往可以通过因式分解，化为{\displaystyle n}个一次因式的乘积，进而解出方程所有的根。
另外，一元二次方程、一元三次方程、一元四次方程可以利用方程求解公式求出其所有的根。然而，伽罗瓦理论指出，对于五次及其以上的一元整式方程，并不存在通用的求根公式。
根据代数基本定理，任意复系数一元{\displaystyle n}次方程{\displaystyle f(x)=0}有且仅有{\displaystyle n}个根（{\displaystyle n}为正整数），重根按重数计。
解分式方程通常先将方程两边乘以其分数项的最简公分母，化为整式方程。再解这个整式方程。最后剔除使原方程分母为0的所有根。剩下的根即为原方程的根。
解无理方程先将被开方式中带有未知数的项移到等号的一边，将常数项移到等号的另一边。再两边乘方，去掉根号，化为有理方程。最后剔除使原方程被开方式小于0的所有根。剩下的根即为原方程的根。
可见，由于分式中分母不为0，根式中被开方式大于或等于0，因此分式方程与无理方程都有可能产生“增根”。所以，有的分式方程与无理方程没有解。